# 戦時において異性装をしていた人物の一覧

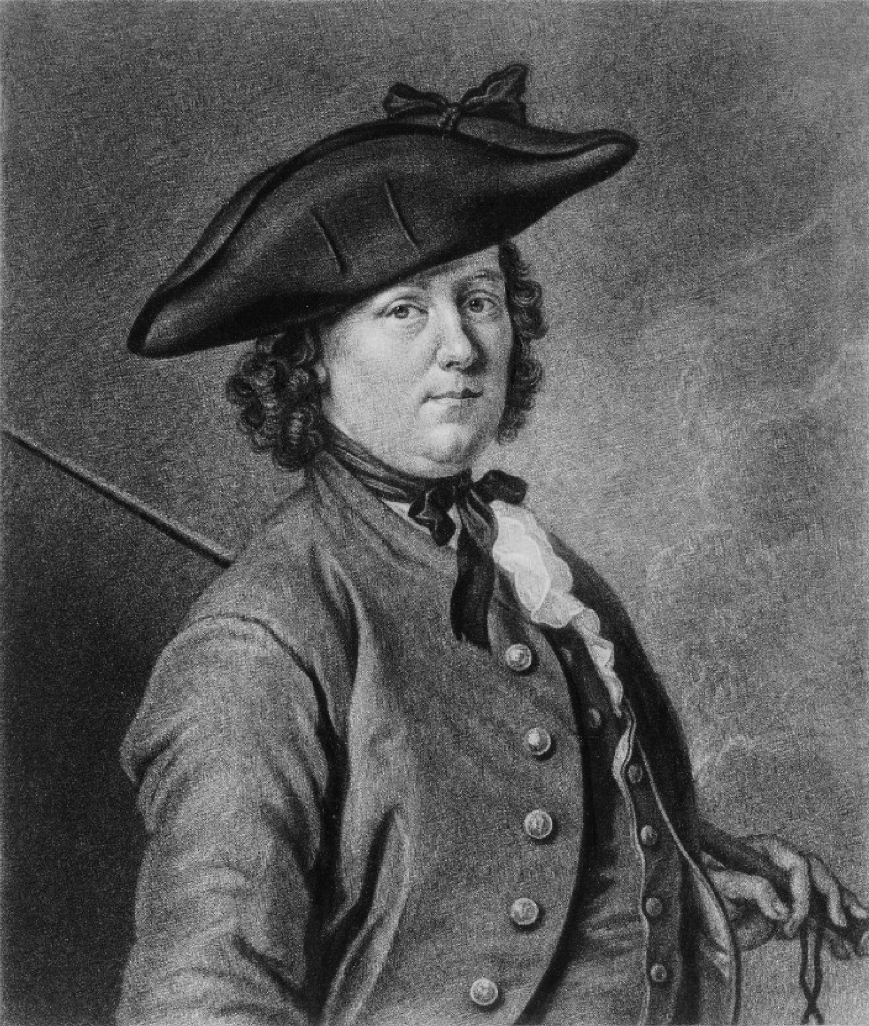
ハンナ・スネル(1723-1792)は男性と偽って兵士になったイギリス人女性である

戦時において異性装をしていた人物の一覧（せんじにおいていせいそうをしていたじんぶつのいちらん）では、様々な環境および目的から、本来の性別とは異なる服装で戦争に従軍したり経験した人物を一覧にする。この定義に従うと実際の性別は女性である場合が多くなる。周囲が全員男性の軍人である中で兵士として従軍したり、何らかの目的から性を偽って危険な環境に身を投じた女性たちである。
それとは反対に、男性が徴兵逃れのために女性の服装をすることもあった。神話に例を引けば、トロイア戦争に参加させないために、リュコメデスは女装したアキレスを王宮に匿ったとされる。

## 歴史

### 古代

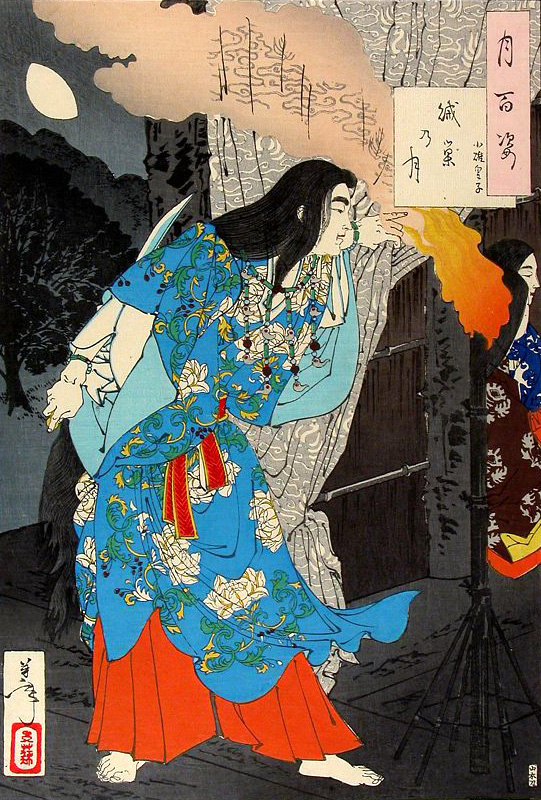
女装するヤマトタケル

- カリストスのエピポレ（英語版）はプトレマイオス・ケンノス（英語版）の記述によれば、トロイア戦争にギリシア軍の兵士として参加したギリシア人女性である。
- アキレスはトロイア戦争におけるギリシアの英雄である。母親であるテティスは息子が戦いで命を落とすだろうという神託を受けたので、戦争にとられないように息子に女装させて匿おうとした。
- 日本の皇族であるヤマトタケルノミコトは、父の景行天皇から熊襲征伐を命じられ、女装して宴会に混じりクマソタケル兄弟を油断させることで目的を達成した[1]。

### 中世前期
- 木蘭は、中国において詩や劇の題材にもなっている伝説上の女性で、父に代わって兵士として各地で異民族を相手に戦ったとされる。

### 14世紀
- ジャンヌ・ド・フランドル（英語版）はモンフォール派を率いてブルターニュ継承戦争を戦った。夫が戦いの途中で身柄を拘束されてしまったため、名ばかりの家長となったジャンヌは男性の服装でエンヌボンの包囲戦などを戦った。

### 15世紀

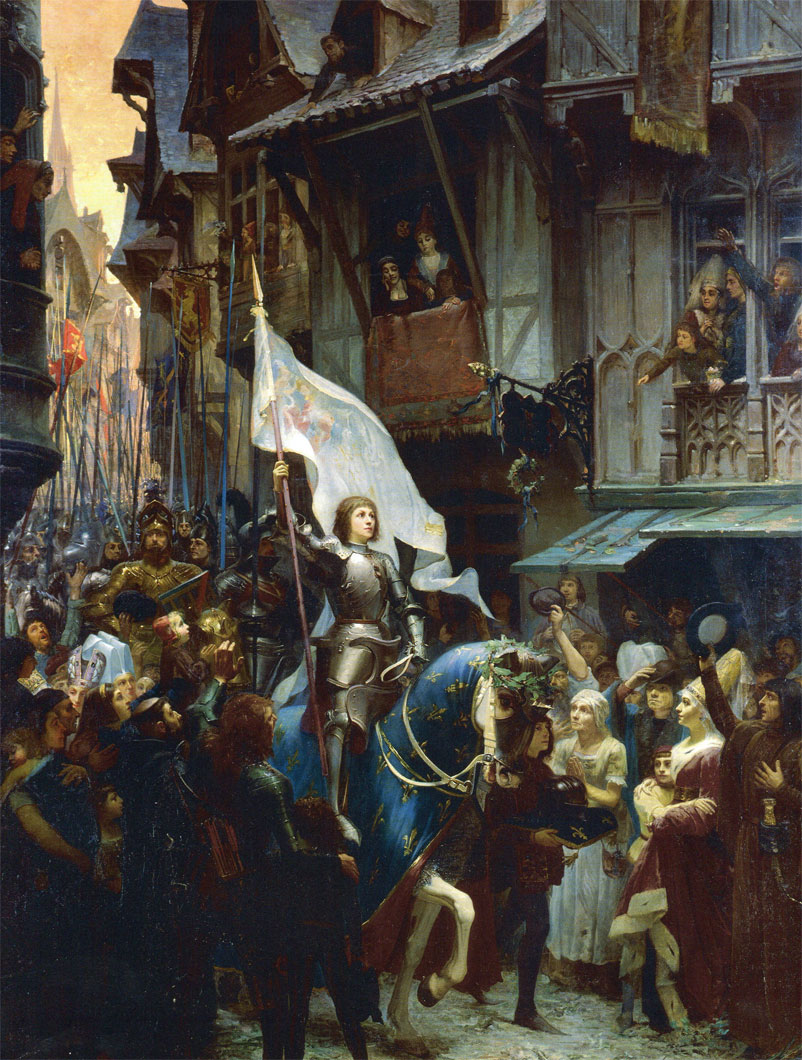
オルレアンに入るジャンヌ・ダルク(ジャン=ジャック・シェラー、1887年)

- オノラタ・ロディアニ（英語版）は男性の服装と名前で従軍したイタリア人の騎兵であり傭兵である。1423年からオルドラード・ランプニャーノという名のコンドッティエーレ〔傭兵〕につき従った。
- ジャクリーヌ・ド・エノーは、ネーデルラントの釣り針とタラ戦争（英語版）において釣り針派（貴族主義的な党派）を率いた。ジャクリーヌは、この戦いに破れてヘントに幽閉されたが、従者の1人と男性の恰好をして兵士を装い脱出した[2]。
- ジャンヌ・ダルクはフランスの英雄でありローマ・カトリックの聖人である。現在のフランス東部の地に農民の娘として生まれたとされる。神託を御旗にフランス軍を率い、百年戦争においていくつもの重要な勝利をもたらした。最期には敵の捕虜となり、異端として19歳の若さで火刑に処された。ジャンヌは敵対するブルゴーニュ派の領土を男性兵士を装って旅してまわった。

### 16世紀
- ブリタ・オロフズドッター（英語版）は、夫で兵士のニルス・シモンソンを亡くした寡婦であった。オロフズドッターは男装し、リヴォニアでスウェーデン軍におけるフィンランド人部隊の一員として従軍した。戦いの最中で命を落としたが、スウェーデン王のヨハン3世は彼女を讃えて遺族に恩給を授けた。

### 17世紀
- カタリナ・デ・エラウソは半ば伝説のスペイン人冒険家である。修道女中尉とも呼ばれた。
- アアル・デ・ドラホンダー（オランダ語版）は竜騎兵として従軍したオランダ人女性。死後に遺体が解剖劇場で公開された。
- クリスチャン・デーヴィス（英語版）は第2竜騎兵連隊（スコッツ・グレイ）に従軍した女性で、「マザー・ロス」と呼ばれた[3]。

### 18世紀

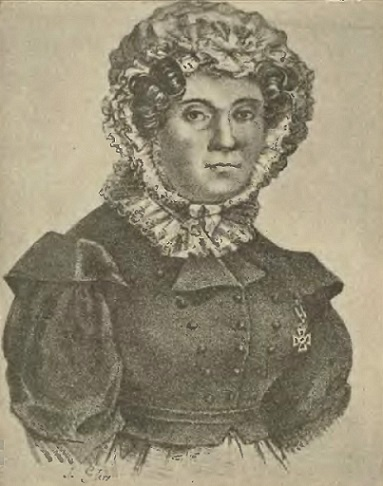
ヨアンナ・ジュビル

- ルイーズ・アントニーニ（英語版）は男性と偽ってフランス革命とナポレオン戦争の時代にフランス海軍に入隊した女性[4]:168。
- フェリシテ・フェリニッヒとテオフィル・フェルニッヒ（英語版）は、男性と偽ってフランス革命戦争の時代にフランス軍に入隊した姉妹。ヴァルミーの戦いなどに従軍し、のちシャルル・フランソワ・デュムリエの副官となったが、彼の失脚とともに亡命。
- ボニー・プリンス・チャーリーことチャールズ・エドワード・ステュアートは、1746年にカロデンの戦いを逃れるため、フローラ・マクドナルドの女中であるベティー・バークに扮してスカイ島に渡った[5]。
- シュヴァリエ・デオンは七年戦争においてフランスの竜騎兵と戦いを繰り広げた女性。1775年に女性であることを明かし、余生は女性として過ごした。1810年にロンドンで亡くなり、医師が検死をすると、解剖学的には男性であることが判明した。
- フィービー・ハッセル（英語版）はイギリス第5歩兵連隊に入隊した女性。フォントノワの戦いに従軍し、戦傷を負った。
- アンナ・マリア・レーン（英語版）は1776年に男装して大陸軍に入隊し、 夫とともに1781年までアメリカ独立戦争に従軍した。後にジャーマンタウンの戦いでの勇敢さを讃えられて年金を受給した。
- デボラ・サンプソン（英語版）は男性と偽って砲兵部隊に入隊した最初のアメリカ人女性として知られている。独立戦争では大陸軍に従軍した。
- ハンナ・スネルは「ジェームス・グレイ」の名で兵役についたイギリス人女性。始めは失踪した夫を探しだすことが目的だった。ノーザンバーランド公の軍隊におけるガイズ将軍の連隊に配属され、後に海兵隊にも入隊した。
- ウルリカ・エレオノラ・ストールハマー（英語版）は大北方戦争に従軍したスウェーデン人女性で、後に男性のふりをして兵役についたことをとがめられて裁判にかけられた。
- ヨアンナ・ジュビル（英語版）はナポレオン戦争に従軍したポーランド人女性。ポーランドで最も序列の高い軍事勲章である軍功勲章（英語版）を授与された最初の女性でもある。

### 19世紀

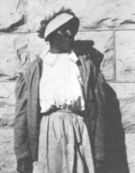
バッファロー・ソルジャーの一員となったキャセイ・ウィリアムス

- アルバート・キャシア（英語版）はジェニー・アイリーン・ホジャースとして生まれた女性で、3年間、南北戦争に北軍兵士として従軍し、その後50年を男性として過ごした。
- マリア・キテリアはブラジル独立における英雄となった女性で、バイーアでポルトガル軍を相手に戦った。
- ジェーン・デュラフォイ（英語版）は普仏戦争に従軍した夫とともに男装して戦ったフランス人考古学者、探検家[6]。
- ナジェージダ・ドゥーロワ（英語版）はナポレオン戦争において9年もの間、自分を男性と偽ってロシア軍の騎兵として従軍した女性。
- エレオノーレ・プロハスカ（英語版）は第六次対仏大同盟においてリュッツオウ義勇部隊の一員として戦ったドイツ人女性である。
- フリーデリーケ・クリューガー（英語版）はプロイセン軍に入隊した女性兵士。
- ジェームズ・バリー (医師)（英語版）はイギリス軍の軍医であったが、出生時は女性でありマーガレット・アン・バルクリーという名前だったというのがほぼ定説である。
- ナサニエル・ライアンは南北戦争で活躍した北軍の将軍であり、敵の野営地を女装して偵察したといわれている。
- ジュゼッパ・ボロニャラ・カルカーニョ（英語版）はカタルーニャ独立においてガリバルディの千人隊を支援した女性である。もっぱら男性の服だけを身に着け、男性兵士にまじって男のように生活していた。
- フランシス・クレイトン（英語版）は南北戦争において自分を男性と偽って北軍のために戦った女性。
- サラ・エマ・エドモンズ（英語版）はフランク・トンプソンの名で自らを男性と偽って南北戦争の北軍に従軍した女性。
- モリー・ビーン（英語版）は南北戦争中にメルヴィン・ビーンの偽名で南軍に従軍した女性。
- メアリー・ビーンとモリー・ビーン（英語版）の2人はヴァージニア州出身のいとこ同士であり、南北戦争においては南軍に従軍した。
- キャセイ・ウィリアムスは元奴隷で、アメリカ陸軍に入隊した最初の黒人女性として記録が残る。
- ロレータ・ベラスケス（英語版）は「ハリー・ビュフォード中尉」の変名も持つキューバ人女性で、南北戦争中に北軍の服装と肩書を使ってなりすまし、スパイ活動を行った[7][8]。
- ラクシュミー・バーイー は1857年のインド大反乱の指導者の1人であった女性で、養子に代わってサワールの恰好で戦った。戦いの末に殺害されて、その性別が明らかになった。

### 20世紀

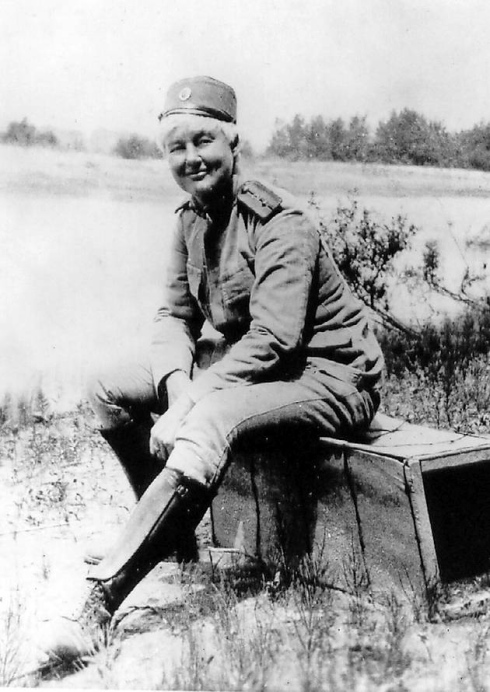
フローラ・サンデス（1918年頃）

- ヴィクトリア・ザフスは第一次世界大戦においてオーストリア軍に入隊した女性。
- フローラ・サンデス（英語版）は第一次世界大戦においてセルビア軍に入隊した女性[9]。
- ヴァンダ・ゲルツ（英語版）は第一次世界大戦においてポーランド軍に入隊し、「カジミエシュ・ズショヴィッチ」として東部戦線を戦った。 その後、女性義勇軍に加わり、第二次世界大戦では国内軍において全員が女性で構成された工作部隊を指揮した。
- ドロシー・ローレンス（英語版）はイギリスの女性記者であり、第一次世界大戦中に男性として従軍した。
- ゾーヤ・スミルノワは第一次世界大戦の時代のロシア人女学生である。彼女は友人たち11人とともにモスクワの学校を抜けだし、男性と偽ってガリツィアとカルパチア山脈一帯で戦うロシア軍に入隊した。仲間の1人が戦死し、スミルノワも負傷を負った後にようやく彼女の性別が明らかになった。生前からスミルノワは自分たちの行動について英語メディアにインタビューを受けていた[10][11][12]。
- フリーダ・ベリンファンテ（英語版）は音楽家としても名高いが、第二次世界大戦中にゲシュタポの摘発を逃れるため、6ヵ月の間自分を男性と偽ってオランダにおけるレジスタンス活動に参加していたことでも知られる。
- ヘンク・ヨンカー（英語版）は自分を女性と偽ってオランダにおけるレジスタンスに参加していた[13]。
- 後に映画監督として名を残すエド・ウッドは第二次世界大戦時にアメリカ海兵隊に入隊しタラワの戦いに参加したがその際、軍服の下に女性用の下着を履いて参加した（性癖としての女装癖を戦場に持ち込んだ例）。
- エフード・バラックは、イスラエル首相になる以前の1973年にベイルートで実行された秘密ミッションである「青春作戦」において、女装してパレスチナ解放機構のメンバーを暗殺した[14]。